# Derde weg (sociaaldemocratie)
De derde weg is een beweging binnen de sociaaldemocratie en aanverwante stromingen die sinds de jaren 90 een nieuw evenwicht zoekt tussen de liberale markteconomie en de verzorgingsstaat. In de woorden van Labour-ideoloog Anthony Giddens, de voornaamste theoreticus van de derde weg, worden hierbij (neo-)liberale ideeën gebruikt om socialistische doelstellingen te bereiken. Politicoloog Curtis Atkins omschrijft de derde weg in negatiever termen, als een rechtvaardiging achteraf voor de al eerder ingezette aanpassing van de sociaaldemocratie aan het neoliberalisme, en als "slotoffensief" van sociaaldemocratische centrumpolitici tegen de linkervleugels in eigen partijen.

## Kenmerken
Een belangrijk kenmerk van deze ideologie is een positieve waardering van het marktmechanisme. Dit is terug te zien in de grootschalige privatiseringsgolf die vanaf de jaren 80 door veel Westerse overheden werd ingezet. Ook wordt de nadruk gelegd op persoonlijke verantwoordelijkheid. Volgens deze ideologie dient de overheid zo min mogelijk actief in te grijpen in de maatschappij. Wetgeving en regulering dienen er echter wel op gericht te zijn om in de maatschappij zo veel mogelijk sociale ontwikkelingen te stimuleren. Een goed voorbeeld hiervan is het gebruik van fiscale middelen om bedrijven te belonen die gehandicapten in dienst nemen. Er is bij deze ideologie dus geen sprake van overheidsdwang, maar van overheidsstimulering.
De kern van de Derde Weg laat zich vangen in de Engelse slogan "CORA".
- Community, gemeenschapsdenken
- Opportunity, kansen voor iedereen om zich te kunnen ontplooien
- Responsibility, verantwoordelijkheid, een traditioneel liberaal speerpunt
- Accountability, rekenschap die burgers en overheid aan elkaar moeten afleggen (beleid, belastingen, om er maar twee te noemen).

De eerste twee van deze punten zijn van oudsher vooral sociaaldemocratische speerpunten, de laatste twee vooral liberale.
Burgers worden in de visie van de Derde Weg geacht eerst zelf hun problemen te proberen op te lossen, alvorens de overheid aan te spreken.
Bij de derde weg hoort eveneens een nieuwe politieke stijl, meer gericht op consensus dan conflict; het Nederlandse poldermodel werd dan ook door de Amerikaanse president Bill Clinton als voorbeeld van consensuspolitiek geroemd. Sociaal beleid wordt in deze stijl onderbouwd met moralistische argumenten, in plaats van afgedwongen te worden door politieke strijd. Volgens de Belgische politicologe Chantal Mouffe negeert de Derde Weg daarmee bestaande machtsrelaties en de emotioneel geladen conflicten die daaruit voortkomen, en geeft ze ruimte aan rechtse populisten en fundamentalisten om deze emoties uit te buiten.

## Regeringen

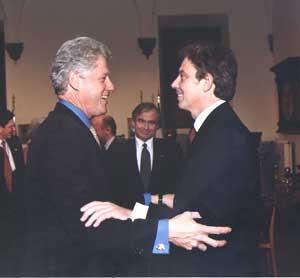
Bill Clinton en Tony Blair waren aanhangers van de Derde Weg.

Verschillende sociaaldemocratische en "paarse" coalities hebben hun beleid gebaseerd op Derde Weg-ideeën, waaronder de paarse kabinetten van Wim Kok in Nederland.
Vanaf medio jaren negentig heeft ook de Amerikaanse president Clinton zijn beleid grotendeels op deze ideeën gebaseerd. Hoewel hij hierdoor veel weerstand kreeg van zijn eigen Democratische achterban, wist hij zich hiermee wel van een tweede ambtstermijn te verzekeren. Ook de Britse premier Blair heeft deze ideologie op instigatie op zijn adviseur Anthony Giddens als uitgangspunt genomen van zijn beleid, evenals de Duitse bondskanselier Gerhard Schröder.
In België werd de 'Derde Weg' belichaamd door sp.a-voorman Frank Vandenbroucke, die in 1994 als minister terugtrad naar aanleiding van de Agusta-affaire en drie jaar naar Oxford vertrok om te studeren aan de Faculty of Social Studies. Bij het aantreden van het paars-groene kabinet Verhofstadt in 1999 kwam Vandenbroucke terug als minister van Sociale zaken en Pensioenen. Hij had in Groot-Brittannië de eerste jaren van premier Tony Blair van nabij gevolgd en kwam terug met het concept van de 'Derde Weg' of de Actieve Welvaartsstaat als verzoening tussen de sociaaldemocratie en het liberalisme. Hij werd daarin weersproken, onder meer door groene voorman Jos Geysels, toen politiek secretaris van coalitie-partij Agalev.
De ideologie van de 'Derde Weg' heeft gezorgd voor een verschuiving van de sociaaldemocratie naar het politieke midden. Hierdoor kon ze in veel landen weer aan de macht komen, maar dit leidde (in combinatie met de teloorgang van de traditionele communistische partijen) ook tot ruimte 'op links', die in Nederland mede heeft geleid tot de opkomst van bijvoorbeeld de SP.
Eenzelfde verschijnsel deed zich in Duitsland voor met de opkomst van de Linkspartei (voorheen PDS) en Die Wahlalternative. Desondanks verklaarde eurocommissaris Peter Mandelson in 2002 dat de Derde Weg nog lang niet dood is, dat er geen serieus links alternatief voor zou zijn, en dat 'we nu allemaal thatcherianen zijn'—wat door de Labourregering onmiddellijk werd weersproken.